# Hangay György (író)
Hangay György, George Hangay (Budapest, 1941. augusztus 3. –) magyar származású ausztrál író, képzőművész, muzeológus.

## Élete
Édesapja Hangay Gyula szabómester, édesanyja, született Behm Margit vendéglős családból származó hivatali titkárnő volt. Hangay atyai nagyapja, Vitéz Hangay Sándor az első világháború alatt hős és elismert, népszerű katona költő volt.
Hangay fő érdeklődési területe kora fiatalsága óta a képzőművészet (grafika, festészet, szobrászat) és a zoológia volt.
A Magyar Természettudományi Múzeum munkatársai, Endrődi Sebő és fia Endrődi-Younga Sebestyén vezették be őt a rovartan berkeibe.
Az állatpreparálás alapjait a múzeum később világhírűvé vált preparátortól, Hüttler Bélától tanulta meg.
1955-1956-ban képzőművészeti tehetségét Ashbot Oszkár (Oscar von Ashbot) budapesti grafikus műtermében fejlesztette és hasznosította.
1961-ben megnősült, felesége (szül:. Lányi Katalin) és állandó munkatársa mindmáig 
Magyarországot 1965-ben hagyta el, s azóta hosszabb-rövidebb megszakításokkal Ausztráliában él. Keresztnevét az angol nyelvben használt George-ra változtatta, de a magyarul irt könyveit és cikkeit Hangay György néven publikálja. Mindmáig magyar állampolgár.
Tanulmányait  a Sydney College of the Artson, a University of Sydney-ben és a University of Wollongong-on fejezte be, a Mester-fokozat és az Alkotóművészetek (D.C.A.) Doktora diplomák megszerzésével.
1972-től 1994-ig, nyugalomba vonulásáig, az Australian Museum munkatársa volt mint főpreparátor és project menedzser. Új Guineában zoológiai gyűjtőként és a Papua New Guinea National Museum and Art Galleryben mint kiállítás tervező és megvalósító muzeológusként dolgozott. Két hónapos tanulmány időt töltött a denveri Természettudományi Múzeumban (Denver Museum of Nature and Science), a nagy állatpreparátor, Henry Whichers Inchumuk mellett.
Első szakkönyve a Biological Museum Methods 1987-ben jelent meg. A két kötetes munka mindmáig a biológiai múzeumtechnika alapműveként van nemzetközileg számontartva.
Képzőművészeti aktivitása múzeumi munkája mellett szobrászatban és festészetben nyilvánult meg. Számos kiállítása volt – Sydney-ben és Wollongong-ban.
Első elbeszélő, ismeretterjesztő írása, mely 1987-ben jelent meg Budapesten a Tábortüzek a Dél Keresztje alatt volt. A könyv második, bővített kiadása 1999-ben 
jelent meg, a Dénes Natur Műhely Kiadó gondozásában. Hangay ebben a munkájában, mondhatni Molnár Gábor író stílusában mutatja be az ausztrál élővilágot és embereket.
Az elkövetkező években (1990-2020) további 17 könyve jelent meg magyarul és angolul, magyar és ausztráliai kiadók gondozásában.
Hangay írói munkásságának jelentős része az elmúlt négy évtized során látott napvilágot. Ez alatt az idő alatt több mint 300 tudományos és természetrajzi ismeretterjesztő cikke jelent meg Magyarországon, az USA-ban és Ausztráliában. Zoológiával, közöttük számos entomológiai tárgyú, bogarakkal foglalkozó írásai főként a Természet, TermészetBÚVÁR, a Vadon, az Állatvilág és a Süni magazinokban jutott el az olvasókhoz. Útleírásait az ausztráliai ausztráliai Magyar Élet című hetilap és a nemzetközileg terjesztett American Hungarian Panoráma magazin rendszeresen közölte.
Ismeretterjesztő munkássága több irányú volt, számtalan Power Point előadást tartott a sydney-i magyar egyesületeknek és a 2000-2018 időszakban az óceánjáró üdülő hajókon. Az ausztráliai SBS Radio magyar adásaiban és az egri Szent István Rádióban több mint 100 előadását közvetítették, néhány könyvét pedig folytatásos műsor kereteiben adták elő.
Entomológiai munkáját mint nyugalmazott muzeológus továbbra is folytatja. Nagy bogárgyűjteményének javarészét ausztráliai és magyar intézményeknek ajándékozta. Az általa gyűjtött bogarak ezrei megtalálhatóak úgy a Magyar Természettudományi Múzeumban, mind a kaposvári Rippl-Rónai Múzeum-ban, valamint Ausztrália számos múzeumában és egyetemi gyűjteményeiben.
Hangay sokoldalú érdeklődése a dokumentum filmekre is kiterjedt. Több Ausztráliában, Új-Guineában és Malajziában forgatott munkában vett részt mint szaktanácsadó, filmes expedíció vezető és narrátor. Számos interjút adott ausztráliai, erdélyi és magyar televízió műsorok keretében.
Magyar felsőfokú pedagógusok, muzeológusok, természettudományos ismeretterjesztők ausztráliai utazásaiban is sikerült jónéhányszor segédkeznie, négy jelentős ausztráliai magyar entomológiai expedíciót tervezve és vezetve, melyek gyűjtései a Magyar Természettudományi Múzeum gyűjteményeit gazdagították..

## Megjelent könyvei
- Biological Museum Methods, I.-II. kötet (Sydney, Toronto stb. 1987.), Michael Dingley társszerzővel •
- Tábortüzek a Dél-Keresztje alatt, (Mezőgazdasági Köyvkiadó,Budapest, 1987.)  •
- Follow that elephant!, (Mandala Kiadó, Sydney, Hong Kong stb. 1990.)  •
- Ahol még kék az ég, (Dénes Natur Műhely Budapest, 1998.)  •
- Kuszkusz kókusszal, (Dénes Natur Műhely Budapest, 1999.)  •
- Tábortüzek a Dél-Keresztje alatt, második, bővített kiadás (Dénes Natur Műhely, Budapest, 1999.)  •
- Insects of Australia, (Ausztrália rovarai)(Sydney, London stb. 2000.) (fényképész: Pavel German)  •
- Kacagó koponyák, (Dénes Natúr Műhely,Budapest, 2002.)  •
- 100 jó kérdés Ausztrália állatvilágáról, (Budapest, 2005.)  •
- Távoli tájak, közeli emberek Ausztrália, Norfolk Sziget (Gyarmati Kiadó,Székesfehérvár, 2006.)  •
- Guide to the Australian Beetles, (Ausztrália bogarai) (CSIRO, of New South Wales Melbourne, 2010) (fényképész: Paul Zborowski)  •
- Túl a horizonton, (EX-BB Kiadó, Budapest, 2013)  •
- A koala és szomszédjai, (Budapesti Állatkert, Budapest, 2015)  •
- A természettudomány úttörői, (EX-BB Kiadó,Budapest, 2015)  •
- Guide to the Stagbeetles of Australia, (Ausztrália szarvasbogarai) (CSIRO Melbourne, 2017) R.de Keyzer társszerzővel)  •
- A bogarak bolygója, (EX-BB Kiadó,Budapest, 2017)  •
- Szarvas- és orrszarvú bogarak, (Budapesti Állatkert, Budapest, 2020) ( Merkl Ottó társszerzővel)

## Díjak
- Frivaldszky Imre Emlékplakett (bronz), Magyar Rovartani Társaság, 2000
- The Whitley Award 2010 For the Best Book on the Natural History of Australian Animals, 2010
- Magyar Köztársaság Érdemkeresztje (arany), 2009
- Magyar Érdemrend lovagkeresztje, 2020
- Frivaldszky Imre Emlékplakett (ezüst), Magyar Rovartani Társaság, 2018

## Tagságok, tiszteletbeli kinevezések

### Magyarországi szervezetek
- Tudományos szaktanácsadó: Állatvilág Magazin
- Magyar Művészeti Akadémia köztestületi külső tagja
- Magyar Tudományos Akadémia köztestületi külső tagja
- Magyar Professzorok Nemzetközi Szövetsége
- Magyar Rovartani Társaság[12]
- Tessedik Sámuel Főiskola tiszteletbeli főiskolai tanára

### Ausztráliában
- Linnean Society of New South Wales
- Entomological Society of Queensland[12]
- Entomological Society of New South Wales
- The University of Wollongong Creative Arts Alumni
- The University of Sydney Alumni
- New South Wales állam Békebírója (1980 -)
- Szent László Rend